# 이용 목적 제한 방침
이용 목적 제한 방침(Acceptable Use Policy, AUP)은 데스크톱 컴퓨터, 노트북 컴퓨터, 무선 장비, 전화, 인터넷을 포함한 회사의 정보자원과 컴퓨터 사용 장비의 사용에 대한 허용범위를 정의한다. 이 정책은 프라이버시와 관련된 기업의 정책, 사용자의 책임, 기업의 장비와 네트워크의 개인적인 사용을 분명하게 한다. 보안 정책에 기반을 두고 있다.

## 같이 보기
- 이용 약관